# Daphnia minnehaha
Daphnia minnehaha är en kräftdjursart som beskrevs av Herrick 1884. Daphnia minnehaha ingår i släktet Daphnia och familjen Daphniidae. Inga underarter finns listade i Catalogue of Life.